# Friedrich Lorentz (Pädagoge)

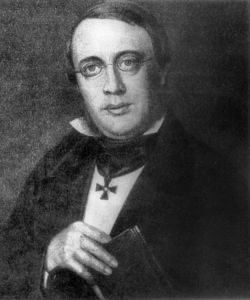
Friedrich Lorentz, mit dem St. Wladimirorden III. Klasse (Komturkreuz als Halsdekoration)

Friedrich Wilhelm Lorentz (* 9. November 1803 in Kreuznach; † 10. Mai 1861 in Bonn) war ein deutscher Historiker und Pädagoge.

## Leben

### Herkunft, Ausbildung
Lorentz, Sohn eines Kreuznacher Buchbinders, besuchte das Gymnasium in Kreuznach, wo er Unterricht von Gerd Eilers erhielt, mit dem er später befreundet blieb. Lorentz studierte von 1821 bis 1826 Philosophie und Philologie in Bonn, Heidelberg und Berlin. Während seines Studiums wurde er 1821 Mitglied der Bonner Burschenschaft Germania. Neben seinem Studium war er auf Empfehlung von Friedrich Christoph Schlosser, dessen Vorliebe für Dante er zeitlebens teilte, als Hauslehrer bei einer englischen Familie tätig und studierte die englische Sprache und Literatur, wonach Shakespeare sein zweiter literarischer Schwerpunkt wurde. In Berlin lebte er als Erzieher im Hause des preußischen Kultusbeamten und Bildungsreformes an der Seite von Kultusminister Stein zum Altenstein, Johannes Schulze, der seinen Lebensweg auch später fördernd begleitete. 1826 wurde er zum Dr. phil. promoviert.

### Professor in Halle, Lehrer und Redakteur in St. Petersburg
Nach seinem Studium war Lorentz als Übersetzer tätig. 1830 wurde er außerordentlicher Professor an der Universität Halle, wo er aufgrund seiner "Leichtigkeit und Gewandtheit in der schriftlichen Darstellung" und der "seltene[n] Gabe der Rede", mit der er "die verwickeltsten Verhältnisse mit voller Klarheit darzustellen und Anderen zum Bewusstsein zu bringen vermochte", erfolgreich lehrte. 1831 erhielt Lorentz vom russischen Minister für Volksaufklärung, Fürst Lieven eine Berufung als Professor (d. h. Lehrer) an das kurz zuvor wiedergegründete Pädagogische Hauptinstitut in St. Petersburg, unter Vermittlung des weimarischen Superintendenten Köthe; eine drohende Augenerkrankung durch die angestrengte wissenschaftliche Arbeit einerseits, das gute Gehalt und die günstigen Pensionsverhältnisse in Russland andererseits ließen ihn das Angebot annehmen. 1832 trat er sein Amt an. Seine Aufgabe bestand darin, junge Leute, die aus den fähigsten Schülern des Landes ausgewählt wurden, zu Lehrern an Gymnasien und anderen Schularten und für Lehrstühle an Universitäten heranzubilden. Der Unterricht fand auf Deutsch statt – die übrigen Akademien und Universitäten Russlands lehrten nur in der Landessprache –, weshalb die Studenten, um dem Unterricht folgen zu können, einen zweijährigen Vorbereitungskurs durchlaufen mussten. Einschränkungen der Lehrfreiheit, wie sie in den inländischen Universitäten Russlands üblich waren, musste er dank der guten Verbindung zum Direktor des Instituts, der Baltendeutsche Theodor Johann von Middendorff (1776–1856), nicht hinnehmen, vor allem "das mündliche Wort ist so im Allgemeinen immer frei geblieben".
Von 1836 bis 1838 war er nebenbei als Redakteur der St. Petersburger Zeitung tätig, die von der Kaiserlichen Akademie der Wissenschaften herausgegeben wurde und – streng objektiv – "den verschiedenen deutschen Elementen zu einem geistigen Mittelpunkte dienen" sollte. Die auch seinem Naturell entsprechende, vermittelnde und überparteiliche Haltung wurde von der deutschen Leserschaft jedoch nicht geschätzt und als zu neutral empfunden: "für die meisten hatte der klare und geistvolle , allein völlig parteilose Darstellung der Gegenwart keinen Reiz", der Zeitschrift blieb der Erfolg versagt.

### Schulleiter der Petrischule, St. Petersburg
1840 wurde Lorentz zum korrespondierenden Mitglied der Akademie gewählt. 1840 wurde Lorentz zugleich Direktor der deutschen Hauptschule an der evangelisch-lutherischen Kirche von St. Peter ("Petrischule") – "eine der wichtigsten Pflegestätten deutscher Bildung in Rußland", mit 700 meist deutschen Schülern, die 1836 den Status eines Gymnasiums erhielt. Bei Amtsantritt legte er in einer Rede das Programm seiner künftigen Aktivitäten dar und erklärte, dass es organisch und konservativ sein würde. Doch die Ausrichtung von Lorentz‘ Tätigkeit schloss die Weiterentwicklung der ihm anvertrauten Bildungseinrichtung nicht aus. Es sei "schon bemerkt und im Interesse Russlands beklagt worden, dass in diesem Lande eine Einrichtung selten dazu gelangt, sich zu ihrer vollen Wirksamkeit und Kraft zu entwickeln, weil mit jedem neuen Chef ein Wechsel des Systems einzutreten pflegt."
Zu den Reformen, die während seiner Amtszeit an der Schule durchgeführt wurden, gehören die Einrichtung einer Vorbereitungsschule an der Frauenabteilung der Schule, die Erweiterung des Studiengangs für alte Sprachen, Geschichte und Geographie (mit der Einführung in Statistik und Physische Geographie). Um die Zahl der Unterrichtsstunden in diesen Fächern zu erhöhen, wurden aus dem Lehrplan Anthropologie und Enzyklopädie des Wissens als Fächer gestrichen, die das Verständnis der Schüler überstiegen; der Bau einer Turnhalle und die Einführung des Turnens in das Bildungsangebot gehen auf ihn zurück. Im Hinblick auf den Präsenzunterrichts schlug Lorenz vor, die Schülerzahl zu reduzieren und für jede Klasse eine Höchstschülerzahl festzulegen, doch der Kirchenvorstand lehnte seinen Vorschlag aus wirtschaftlichen Gründen ab. Eine Überfüllung der Klassen, die den ordnungsgemäßen Ablauf des Unterrichts beeinträchtigte, machte jedoch die Reform notwendig, und 1856 wurde Lorentz gebeten, ein Projekt zur Entdeckung von Alternativen auszuarbeiten; er plante auch eine 8. Oberklasse, die dementsprechend eröffnet wurde.

„Es war natürlich kein leichtes, einer Anstalt vorzustehen, welche 700 Schüler und Schülerin[n]en zählte und ein zahlreiches in sich sehr verschiedenartig gestaltetes Lehrerpersonal besaß. Lorenz aber hat auch in dieser Stellung das in ihn gesetzte Vertrauen vollkommen gerechtfertigt, sich als erfahrenen Pädagogen und namentlich als tüchtigen und umsichtigen Leiter des Ganzen bewährt.“

„Sein pädagogischer Charakter wurde durch eine seltene Reinheit des Gemüthes und lautere kindliche Herzenseinfalt bedingt. Er bemerkte viel mehr und leichter das Gute als das Böse bei den Schülern und Lehrern. ... Möglich, dass dieses Verfahren nicht für alle das passende war, da manche einer festeren leitenden Hand bedürfen.“

### Handbuch der allgemeinen Geschichte
Sein mehrbändiges "Handbuch der allgemeinen Weltgeschichte", von seinen Schülern nur mangelhaft ins Russische übersetzt, das – 1841 begonnen – seit 1860 vollständig vorlag, wurde von der Zensurbehörde mehrfach als zu "unrussisch" beanstandet und für den Schulgebrauch sogar verboten, obwohl schon vor Erscheinen des 3. Bandes eine zweite Auflage der ersten Teile begann und 1857 sogar eine dritte Auflage notwendig geworden war. Dieses Werk war das erste in russischer Sprache, das als methodischer Leitfaden auf die Geschichtsquellen verwies, zum Studium anregte und nach Motiven und Entwicklungsgang fragte.

### Familie, Kinder
Lorentz war seit 1833 mit der livländischen Deutschen Julie geb. Mazonn verheiratet; aus der Ehe gingen zwei Kinder hervor.

### Russischer Staatsrat, Orden, Pensionierung und Umzug nach Bonn
Lorentz war Ritter des St. Wladimirordens III. Klasse und des St. Annenordens II. Klasse (mit der Kaiserkrone), das heißt der 6. und die 10. Klasse der elfstufigen russischen Ordenshierarchie. Als kaiserlich-russischer Staatsrat wurde Lorentz 1857 nach 25 Dienstjahren, wie in Russland üblich, bei vollem Gehalt emeritiert. Nach der Rückkehr in seine rheinische Heimat – "in ungeschwächter Kraft, geistig und körperlich in fast jugendlicher Frische" hielt er seit 1858 in Bonn als Honorarprofessor vor einem zahlreichen Publikum Vorlesungen über russische Geschichte, zog sich jedoch 1858 eine Lungenentzündung zu, von der er sich nicht mehr ganz erholte und an der er 1861 starb.

## Veröffentlichungen (Auswahl)
- De statu in quem Sicilia a Normannis redacta sit. Dissertation Universität Berlin 1826.
- Übersetzung: Geschichte der Römer von Cassius Dio, Jena 1826.
- Übersetzung: Geschichte Alfreds des Großen von Sharon Turner, Hamburg 1828.
- De Carolo Magno litterarum fautore. Habilitation Universität Halle 1828.
- Alcuins Leben. Halle a. S., 1829. (Online)
- Новѣйшая исторія от Вѣнскаго конгресса до Парижскаго мира, 1856. (russisch), Sankt Petersburg 1860.
- Der falsche Demetrius. Ein Vortrag gehalten im März 1861 im Donnerstagsverein zu Bonn. Berlin : Müller 1862, mit biographischem Nachruf und Würdigung Digitalisat
- Neueste Geschichte von den Wiener Verträgen bis zum Frieden von Paris. (1815–1856), posthum herausgegeben von Theodor Bernhardt, Berlin 1867. (Online)